# 语丝
《语丝》，是中国新文化运动时期的文学周刊。1924年11月17日，鲁迅、周作人、钱玄同、林语堂等人在北京创办同人周刊《语丝》（即“自编自写”的刊物）。与同时期新文化运动旗帜刊物《新青年》不同，《语丝》上发表的作品多重文艺，文体包括杂文、小品、随笔等等，文风泼辣而幽默，自成一派。鲁迅说，《语丝》的基本特色是“任意而谈，无所顾忌”。
《语丝》在北京发行至154期。1927年10月22日，奉系军阀张作霖查禁《语丝》。11月，已编好的155期和156期，迁往上海北新书局印行。此后在上海发行至1930年停刊。